# Interreg
Cooperación Territorial Europea (CTE o ETC por sus siglas en inglés), más conocido como Interreg, es un instrumento de financiación de desarrollo regional europeo.

## Descripción
Interreg ha sido diseñado en el marco de la Política de Cohesión Europea para intensificar cooperación institucional a transfronteriza entre regiones localizadas en las fronteras internas y externas de la Unión Europea, y las regiones dentro de áreas transnacionales. Ya que, las regiones de los Estados de Miembros de la UE hacen frente a asuntos similares no contenidos por fronteras, la cooperación territorial destaca como herramienta clave en efizacia dirigiendo retos socioeconómicos y medioambientales. Más allá del objetivo de Cooperación Territorial Europea (CTE) es menoscabar la influencia de fronteras nacionales para promover un armonioso desarrollo económico, social y cultural de la Unión globalmente.
Interreg está construido alrededor tres hebras de cooperación: transfronteriza (Interreg A), transnacional (Interreg B) e interregional (Interreg C). El periodo de programación actual 2014-2020 cubre todos 28 Estados miembros de UE, tres participando países AELC (EFTA por sus siglas en inglés) (Noruega, Suiza, Lichtenstein), 6 países de accesión y 18 países vecinos. La asignación total de Interreg V derivada del Fondo de Desarrollo Regional europeo es 10.1 mil millones de eruos, el cual representa 2.8% del total del presupuesto de Política de Cohesión Europea.